# 1992年夏季残疾人奥林匹克运动会巴西代表团
1992年夏季残疾人奥林匹克运动会巴西代表团是巴西派出的1992年夏季残疾人奥林匹克运动会代表团。获得4枚金牌、3枚银牌和5枚铜牌。